# دان فروست
دان فروست (بالدنماركية: Dan Frost)‏ مواليد 22 مايو 1961 في فريدريكسبرغ، هو دراج دانمركي سابق. سبق أن شارك في دورة الألعاب الأولمبية الصيفية وفاز بميدالية أولمبية.

## الميداليات
| الميدالية | المسابقة                       |
| --------- | ------------------------------ |
| ذهبية     | الألعاب الأولمبية الصيفية 1988 |

## روابط خارجية
- دان فروست على موقع أرشيف الدراجات (الإنجليزية)
- دان فروست على موقع إحصائيات الدراجات الإحترافية (الإنجليزية)
- دان فروست على موقع CycleBase (الإنجليزية)
- دان فروست على موقع أوليمبيديا (الإنجليزية)